# Солидаризм
Солидари́зм (фр. solidarisme, от solidaire — «действующий заодно») — политическая теория о необходимости солидарности и стремления к компромиссу, социальному сотрудничеству и духовному доверию среди различных слоёв общества, в том числе, классов, партий и групп интересов.
Солидаристские отношения строятся либо на системе взаимовыгодных договоров, ориентированных на общие интересы, либо на совокупности добровольных сообществ.

## Истоки и исторические проявления солидаризма

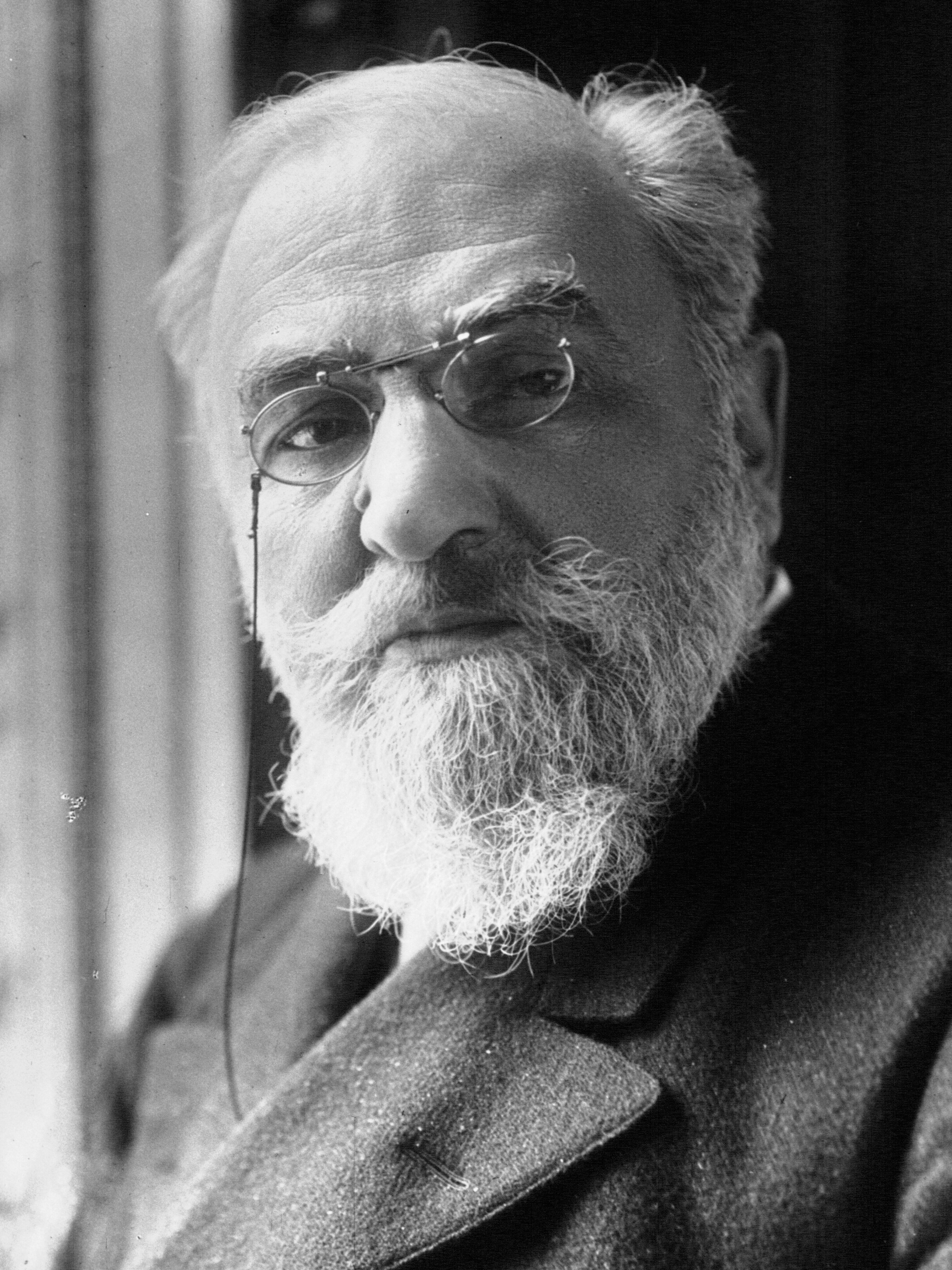
Леон Буржуа

Идейно-философские основы солидаризма заложили в XIX веке французский экономист Пьер Леру и французский юрист Леон Буржуа. Первый был близок к идеям демократического социализма и социал-демократии, второй принадлежал к республиканской партии радикалов. Поиски в солидаристском направлении стимулировали революционные события 1848 года. Июньское рабочее восстание и его подавление доказали, что республиканский строй не гарантирует от жестоких социальных конфликтов и кровопролитий.
Леру и Буржуа выступали за социальную ориентацию демократической республики, предлагали различные формы социально-экономической солидарности — справедливую налоговую систему, развитые социальные программы. При этом они подчёркивали самоценность демократии, гражданского равноправия, общественного взаимопонимания. В более радикальной форме, с социалистическим уклоном, эти же идеи пропагандировали прудонисты. После Второй мировой войны их унаследовал левоцентристский премьер Пьер Мендес-Франс, а в более умеренной форме — Народно-республиканское движение. Гарантии социально-экономических прав, введённые во Франции в 1930-х и 1950-х годах, во многом стимулировались солидаристскими установками.
Ярким примером солидаристского движения был польский профсоюз «Солидарность» в 1980—1981 годах. «Солидарность» выступала за максимальное развитие рабочего самоуправления, распространение трудовой собственности, одновременно исповедуя католические духовно-культурные ценности. В сфере государственного устройства «Солидарность» требовала передачи всей полноты власти Общественному совету народного хозяйства, представляющему трудовые коллективы страны.

Мы намерены создать в Польше строй, не имеющий прецедентов в истории.— Яцек Куронь
Историческая практика, однако, показала, что солидаризм с трудом «конструируется», и в своих реальных проявлениях далеко не всегда соответствует теориям. Как правило, солидаристские структуры и коммуникации формируются стихийно, как организованная бытовая взаимопомощь. Зачастую приобретают весьма специфические, внеправовые и околокриминальные формы. Например, в качестве солидарных сообществ иногда рассматриваются сомалийские джилибы.

## Христианская демократия
Если во Франции солидаризм носил сугубо светский характер, то в Италии он основывался на католической социальной доктрине. Основные её принципы содержались в энциклике Папы Льва XIII Rerum Novarum. Огромную роль в солидаризации итальянской общественной жизни сыграла в 1919—1922 годах Народная партия, возглавляемая католическим священником Луиджи Стурцо. По её инициативе по всей стране создавались кооперативы, другие группы гражданской взаимопомощи, развивались христианские профсоюзы. Эта система получила название «белый синдикализм» (в противовес «красному» — коммунистическому и «чёрному» — фашистскому). После 1945 года эту традицию поначалу продолжила Христианско-демократическая партия во главе с Альчиде де Гаспери. К наследию Стурцо возводит свою идеологию партия Народ свободы:

Существует идеальное соответствие между мыслью дона Стурцо и нашей недавней реформой… Мы ощущаем себя его продолжателями… Мы работаем для демократической, свободной и солидарной Италии.— Сильвио Берлускони
Носителем подобных идей в бисмарковской и Веймарской Германии выступали католическая партия Центра и Баварская народная партия. После Второй мировой войны в ФРГ эту линию продолжал Христианско-демократический союз и его баварский филиал Христианско-социальный союз. Наиболее яркой фигурой германской христианской демократии были Конрад Аденауэр (основатель ХДС и первый федеральный канцлер ФРГ) и Франц Йозеф Штраус (бессменный лидер ХСС и премьер-министр Баварии). Солидаризм ХДС/ХСС выражается прежде всего в принципе субсидиарности и сильной социальной политике. Характерно, что Бавария при Штраусе, наряду с бурным индустриальным ростом, отличалась активным развитием малого бизнеса и гражданской кооперации.
Одной из отправных точек христианской демократии является принципиальная невозможность совершенного общества, так что в реальном обществе всегда есть конфликты, а все попытки построить идеальную систему заканчивались катастрофой (Третий рейх, СССР). Эту проблему христианские демократы пытаются решить на основе следующих положений.
Во-первых, земная миссия человека состоит не в конкуренции с другими людьми, а в том, чтобы реализовать себя как члена общества. Поэтому, несмотря на своё несовершенство, люди должны стремиться к солидарности и братству. Согласно учению, самореализация в обществе касается прежде всего его естественных и элементарных ячеек, таких как семья, церковный приход, микрорайон, профессиональное сообщество, волонтёрская организация. К этой же категории демохристиане относят органы, объединяющие представителей работников и собственников частных предприятий из какого-то одного сектора экономики или профессии (корпоративизм).
Во-вторых, различные классы, группы и отдельные люди находятся в тесной зависимости друг от друга. Поэтому для достижения интеграции и координации действий нужно уважать интересы других классов, групп и людей, а в конфликтных ситуациях быть готовым проявить уступчивость. Такая уступчивость и солидарность играют важную роль на всех уровнях общества, от элементарного до международного. Напротив, эскалация напряжённости (в частности, классовая борьба) ведёт к революциям и войнам.
В-третьих, действия людей должны иметь под собой нравственную опору, которая носит абсолютный характер, исходит (частично или полностью) из веры и в равной степени относится к каждому.
В исключительных случаях, государство вынуждено разрешать противоречия силой. Однако меры подавления должны применяться только по закону и для предотвращения конкретных случаев насилия, а не системно.

## Правый радикализм
Несколько иначе формулируется концепция солидаризма в крайне правом прочтении. Праворадикальный солидаризм совмещает принципы христианской демократии с идеями раннего фашизма и отчасти синдикализма. Общество понимается как система взаимодействующих корпоративных ассоциаций. Важное место уделяется общественной морали, уходящей корнями в спаянность «малых сообществ».
Первые проявления солидаризма как праворадикального течения связаны с именем германского политика Эдуарда Штадлера. Марксизму и коммунизму Штадлер противопоставлял популистский «немецкий социализм». Сходные идеи проповедовали идеологи австрофашизма и австрийского «христианского корпоративизма». Правый солидаризм формировался как активная альтернатива коммунизму, поэтому заимствовал коллективистские мотивы социалистической идеологии.
Многие из этих идейных элементов были заимствованы итальянским фашизмом, испанским фалангизмом и штрассеровским течением германского национал-социализма. Во Франции солидаристские идеи доминировали в фашистской Народной партии (PPF) Жака Дорио, в неосоциалистических партиях (Социалистическая партия Франции - Союз Жана Жореса, Социалистический республиканский союз) Марселя Деа, во Французской социальной партии Франсуа де ля Рока. Примеры «фашистского солидаризма» демонстрировали сторонники Юзефа Пилсудского в Польше 1920-х. Идея государства как совокупности свободных сообществ легионерского типа, с прямым обращением к опыту «разбойников и бандитов», выдвигалась теоретиками итальянского неофашизма в свинцовые семидесятые.
В Латинской Америке к ультраправым версиям солидаризма были близки аргентинские режимы Хуана Доминго Перона, Исабелиты Перон и правление генерала Луиса Гарсиа Месы в Боливии. Характерно, что в Аргентине и Боливии активно действовали эмиссары западноевропейского неофашизма. Солидаристская идеология характеризовала политику Гоминьдана на Тайване.
В англосаксонских странах солидаристские элементы встречаются в ультраправых формированиях США, правых кругах республиканской партии, были заметны в Демократической лейбористской партии Австралии. Особенно выраженный солидаризм характеризовал взгляды и деятельность австралийского католического активиста Боба Сантамарии.
Установки праворадикального солидаризма были характерны для ряда организаций Всемирной антикоммунистической лиги и для антикоммунистических партизанских движений эпохи холодной войны — контрас, УНИТА, РЕНАМО и других.
Праворадикальный солидаризм, также, является идеологией организации НТС.

## Солидаризм в России
Виднейшим теоретиком российского солидаризма был видный политик антибольшевистского подполья и Белого движения Георгий Гинс. На министерских постах во Временном Сибирском правительстве, правительстве Уфимской директории и правительстве адмирала Колчака Гинс разрабатывал проекты перераспределения земельной собственности в интересах крестьянства, введения социальных программ и более всего — развития кооперации. Однако, несмотря на объективную близость этих позиций к программе эсеров, политические противоречия правого деятеля с социалистами препятствовали их реализации. Аграрные проекты Гинса были отклонены и большинством колчаковского правительства как чрезмерно радикальные.
Концепция российского солидаризма сформулирована в ряде работ Гинса, прежде всего «На путях к государству будущего: от либерализма к солидаризму» и «Предприниматель». Общественные принципы Гинса в значительной степени послужили источником для идеологии Народно-трудового союза российских солидаристов (НТС), созданного эмигрантской молодёжью в 1930 году.
В большей степени, нежели в Белом движении, солидаристская идеология присутствовала в партии эсеров. Народно-социалистическая концепция «пирамиды коллективностей», всеобщего самоуправления и кооперативного сотрудничества представлена в книге Виктора Чернова «Конструктивный социализм». Сходных взглядов придерживался Борис Савинков, с этих позиций воспринимавший корпоративное государство Бенито Муссолини. Стихийный солидаризм характеризовал антибольшевистские повстанческие движения, прежде всего махновское и антоновское
.
Несмотря на то, что современный НТС в значительной степени отказался от программных установок 1930-х годов и проделал определённую эволюцию в либеральном направлении, солидаризм декларативно остаётся его идеологией и сохраняется в христианско-демократическом варианте. Праворадикальная версия солидаризма характерна для НТС(оск). Реальные солидаристские черты просматриваются в стихийно складывающихся гражданских объединениях самого различного характера.
Поправками к Конституции России, от 2020 года, солидаризм провозглашается в Российской Федерации — России на уровне Конституции (статья 75-1):
В Российской Федерации ... обеспечиваются сбалансированность прав и обязанностей гражданина, социальное партнерство, экономическая, политическая и социальная солидарность.

## Позитивная и негативная солидаризация
Негативная солидаризация подразумевает объединение общества против какого-то внешнего фактора. Такое объединение может быть как краткосрочным, так и долгосрочным. Так во время стихийного бедствия люди могут сплотиться для спасения своих жизней на период чрезвычайной ситуации, или же консолидация может быть основана на постоянном факторе противостояния этнических групп, идеологий, приверженности определенным социальным установкам. Последнее отличается враждебность к лицам не входящим в коллектив.
Примером могут служить тоталитарные режимы или общества, строго хранящие чистоту крови и приверженность традициям. Люди не соответствующие определённым группой критериям исключаются из сообщества и могут подвергнуться репрессиям.

Позитивная солидаризация ставит в свою основу включение, интеграцию с свое объединение как можно большего количества различных индивидов на основании общей созидательной идеи. Она характеризует общества со свободным входом. 
[позитивная солидарность] «представляется способностью рассматривать все больше и больше традиционных различий (племенных, религиозных, расовых, обрядовых и им подобных) как несущественных… — со способностью считать „нашими“ людей, имеющих с нами колоссальные различия»

Р. Рорти, 1996, с. 242
С другой стороны массовое объединение разнородных групп без должной процедуры интеграции приводит к расовым, религиозным, этническим конфликтам.